# Прохоркин, Николай Николаевич
Никола́й Никола́евич Прохо́ркин (род. 17 сентября 1993, Челябинск) — российский хоккеист, центральный нападающий. Заслуженный мастер спорта России.

## Биография
Сын вратаря Николая Прохоркина. Воспитанник челябинского «Мечела». Начал карьеру в 2010 году в составе московского клуба Молодёжной хоккейной лиги «Красная армия», выступая до этого за юниорские команды чеховского «Витязя» и челябинского «Мечела». В том же году на драфте КХЛ был выбран во 2 раунде под общим 26 номером «Витязем». В своём дебютном сезоне провёл 62 матча, набрав 48 (26+22) очков, став вместе с клубом обладателем Кубка Харламова.
30 января 2011 года в выездном матче против минского «Динамо» дебютировал в Континентальной хоккейной лиге в составе ЦСКА. Всего в том сезоне провёл на площадке 6 матчей, не набрав ни одного очка. 11 января 2012 года в игре с московским «Спартаком» забросил свою первую шайбу в КХЛ.
В том же году на драфте НХЛ Прохоркин был выбран в 4-м раунде под общим 121-м номером клубом «Лос-Анджелес Кингз».
17 сентября 2013 года в день своего 20-летия оформил хет-трик в ворота московского «Динамо» в матче КХЛ, отличившись по разу в каждом из трёх периодов (ЦСКА победил со счётом 6:3). Для Прохоркина этот хет-трик стал первым в карьере в КХЛ. 13 ноября 2013 года оформил дубль в ворота омского «Авангарда». ЦСКА победил со счётом 3:1. В том же сезоне играл в Матче всех звёзд в Братиславе и набрал 2 очка (1+1).
В январе 2015 год был переведён в фарм-клуб «Буран» и там же забросил первую шайбу ВХЛ в первом матче
1 июня 2015 года стало известно что Прохоркин и его одноклубник Андреас Энгквист стали принадлежать уфимскому «Салавату Юлаеву». 19 июля было объявлено, что Прохоркин подписал контракт с «Салаватом Юлаевым» на год и уже присоединился к тренировкам команды в Мариборе. Несмотря на частые смены партнеров в течение сезона показывал, что способен играть и быть полезным везде (и в атаке, и в обороне).
22 октября в домашнем матче против рижского «Динамо» оформил так называемый хет-трик Горди Хоу (забил, сделал передачу и подрался).
Принимал участие в трёх этапах Еврохоккейтура: на Кубке Карьяла (5—8 ноября), Кубке Первого канала (17—20 декабря) и на Чешском этапе (11—13 февраля).
На матче с «Барысом» (27 ноября) образовалась новая тройка: Майоров — Прохоркин — Хартикайнен, в которой Николай Прохоркин и раскрылся. За 15 матчей, проведенных в таком сочетании, они забросили 17 шайб и сделали 21 голевую передачу, 8 шайб и 7 передач на счету Прохоркина. Именно в «Салавате Юлаеве» Прохоркин стал ассистентом капитана (временным) и провел с нашивкой 11 встреч.
6 января 2016 года оформил свой второй хет-трик в ворота «Амура», все шайбы забросил в большинстве. За игру набрал 4 очка (3+1), тем самым поучаствовал во всех 4 голах команды. Эту игру «Салават Юлаев» проиграл в овертайме 4:5. Стал по итогам недели (4-10 января) лучшим нападающим чемпионата КХЛ.
В составе «Салавата» дошёл до финала конференции и стал обладателем бронзовых медалей чемпионата России. После завершения сезона принял решение продолжить карьеру в СКА. За переход «Салават» получил 122,5 миллиона рублей.
18 января 2018 года забил четыре гола в матче против «Адмирала» (7:2).
29 апреля 2019 года сообщил, что договорился об однолетнем контракте с клубом НХЛ «Лос-Анджелес Кингз». В 43 матчах регулярного сезона 2019/20 набрал 14 очков (4+10).
В июне 2020 года магнитогорский «Металлург» приобрёл у СКА права на Прохоркина в обмен на форварда Владислава Каменева. 20 июля 2020 года 26-летний Прохоркин вернулся в КХЛ, подписав двухлетний контракт с «Металлургом». 4 сентября 2020 года сыграл первый матч за новую команду в КХЛ. Во втором матче сезона против «Амура» (3:1) забросил первую шайбу за «Металлург». В конце августа 2021 года был обменян в «Авангард» на Дениса Зернова. 1 мая 2022 вернулся в СКА, но провёл за клуб ровно три матча. Летом 2022 года форварду сделали операцию, после которой он не играл почти год. 30 августа 2023 года перешёл в «Сибирь». 26 декабря был обменен в «Авангард» на денежную компенсацию.
25 октября вернулся в «Авангард», подписал односторонний контракт на один сезон. В первых 10 матчах сезона 2024/25 набрал 10 очков (4+6).

## Семья
Жена — Анастасия. Имеют двух дочерей, старшую зовут Ника.

## Достижения
- Обладатель Кубка Харламова 2011
- Финалист Кубка Харламова 2012, 2014
- Финалист Кубка Шпенглера 2013
- Участник матча звёзд КХЛ (2014)
- Обладатель Кубка Карьяла (2016)
- Обладатель Кубка Гагарина (2017)
- Олимпийский чемпион 2018

## Статистика
| Легенда | Легенда                    | Легенда | Легенда                   | Легенда | Легенда    |
| ------- | -------------------------- | ------- | ------------------------- | ------- | ---------- |
| И       | Количество проведённых игр | Штр     | Штрафное время            | +/−     | Плюс-минус |
| Г       | Голы                       | П       | Голевые передачи          | О       | Очки       |
| -       | Статистика неизвестна      | —       | Статистика не учитывалась |         |            |